# Nicky Jones (cantante argentino)
Norberto Camilo Fago (Buenos Aires, 1 de febrero de 1938-Buenos Aires, 20 de mayo de 2025), conocido artísticamente como Nicky Jones, fue un cantante, músico, compositor, actor y arreglador orquestal argentino. Es reconocido por su participación en el programa televisivo El Club del Clan durante la década de 1960. Fue una de las figuras emblemáticas de la llamada «nueva ola» de la música popular argentina. Además, integró el grupo de rock and roll Los Red Caps, junto a Palito Ortega, Johnny Tedesco y Lalo Fransen.

## Primeros años
Nacido en el barrio porteño de Floresta, mostró desde joven una inclinación por la música. A los 15 años comenzó a integrar el coro del colegio Lasalle y aprendió a tocar diversos instrumentos como el contrabajo, la guitarra, los teclados y la percusión. Aunque inició estudios en la Facultad de Derecho, su pasión por la música lo llevó a abandonarlos para dedicarse de lleno a su carrera artística.

## Inicios musicales
En 1959 comenzó su carrera musical como cantante de jazz y bolero en Mar del Plata, integrando la orquesta de Bob Branca. Posteriormente, se desempeñó como pianista en la orquesta de Washington Bertolín. Su incursión en el rock and roll lo llevó a formar su primer conjunto, Los Platos Voladores, que más tarde se renombraría como The Rocklands. Con esta banda logró su primer éxito con la versión en español de Runaway de Del Shannon, titulada Fugitiva. Este tema llamó la atención de Ricardo Mejía, de la discográfica RCA Víctor (el mismo que impulso a Johnny Tedesco), quien lo contrató y le asignó el nombre artístico de Nicky Jones, decisión de la que este se enteró al escuchar su propio disco en una disquería.

## El Club del Clan y Los Red Caps
Nicky Jones se hizo popular con su ingreso a la televisión al formar parte del elenco del programa televisivo La Cantina de la Guardia Nueva en Canal 11. Pero su verdadera consagración llegó con El Club del Clan, emitido por Canal 13 a partir de 1962. En este programa, cada artista representaba un personaje con una personalidad distintiva; El personaje de Nicky era «El Hawaiano», debido a su vestimenta colorida y su estilo histriónico.
Durante su participación en El Club del Clan, formó parte del grupo Los Red Caps, junto a Palito Ortega, Johnny Tedesco y Lalo Fransen. Esta banda, que luego fue considerada una de las pioneras del rock en Argentina, grabó un LP que incluía temas como "El Surf de los Red Caps" y "Lección de Twist".

## Carrera posterior
Posteriormente a su participación en El Club del Clan, continuó su carrera en programas como Sábados Continuados y Bienvenido Sábado, convirtiéndose en un referente de la nueva ola argentina. 
No solo participó en programas populares de televisión, también incursionó en el cine, participando en películas como El Club del Clan (1964), Convención de vagabundos (1965) Una Ventana al Éxito (1966)  y Operación San Antonio (1968).
En 1969 viajó a España, donde formó un grupo musical junto a su amigo Lalo Fransen y permaneció hasta fines de 1970. A su regreso a Argentina, trabajó como asesor de grabaciones en el ciclo Modart en la noche, que era conducido por Pedro Aníbal Mansilla, colaborando con artistas como Sabú y Donald.

## Últimos años y fallecimiento
En sus últimos años, continuó vinculado al mundo de la música, organizando eventos y presentándose en espectáculos que rememoraban la música de los años 60. En 2011 subió al escenario para, junto a Lalo Fransen y Johnny Tedesco, acompañar a Palito Ortega, con la formación original de Los Red Caps, en el show que este dio en Luna Park.
El 20 de mayo de 2025 su hija informó su fallecimiento en Buenos Aires, a los 87 años.

## Discografía destacada
- "Fugitiva" (1961)[23][24]
- "Primitiva" (1962)
- "A mí me llaman Popeye" (1963)
- "Corte y confección" (1963)
- "Papa Oom Mon Mon" (1963)
- "Corazones tatuados" (1964)
- "Locomoción" (1964)
- "Sr. Contrabajo" (1964)
- "I Watussi" (1964)
- "Salsa" (1964)
- "Sacate los ruleros" (1964)
- "Amor en lata" (1964)
- "Vieja vitrola" (1964)

## Filmografía
- El Club del Clan (1964)
- Convención de vagabundos (1965)
- Una Ventana al Éxito (1966)
- Operación San Antonio (1968).